# Fire + Water (Izgubljeni)
"Fire + Water" je dvanaesta epizoda druge sezone televizijske serije Izgubljeni i sveukupno 37. epizoda kompletne serije. Režirao ju je Jack Bender, a napisali su je Edward Kitsis i Adam Horowitz. Prvi puta je emitirana 25. siječnja 2006. godine na televizijskoj mreži ABC. Glavni lik radnje epizode je Charlie Pace (Dominic Monaghan).

## Radnja

### Prije otoka
Epizoda započinje s Charliejem Paceom kao dječakom koji za Božić dobiva novi glasovir. Njegova obitelj želi da koristi svoj glazbeni talent kako bi ih "spasio" iz njihove siromašne situacije, ali njegov otac mesar ne slaže se s tim, jer smatra da Charlie nikoga ne može spasiti. Kasnije odraslog Charlieja nalazimo u bolnici u kojoj je Karen - djevojka njegovog brata Liama - upravo rodila malu kćeru Megan (ime je dobila po majci Charlieja i Liama). Međutim, Liamovo konstantno drogiranje postaje ozbiljan problem; nije došao na porod djeteta, a i sam glazbeni sastav DriveShaft ima problema zbog toga. Kada ga Karen izbaci, Liam dolazi do Charlieja i iskorištava njegovu gostoljubivost te prodaje Charliejev glasovir, a kao izgovor služi mu priča da želi otići u Australiju gdje ga čeka posao i gdje se može brinuti "za svoju obitelj". 

### Na otoku
Nakon što čuje plač bebe, Charlie gleda prema oceanu i vidi Aaronovu kolijevku kako pluta. Otpliva do nje kako bi je spasio i dovodi je natrag na obalu gdje ugleda Claire i svoju majku obučene kao anđele koje non-stop ponavljaju da Charlie mora "spasiti bebu". Potom se pojavljuje Hurley, obučen kao Ivan Krstitelj. Charlie se naglo budi iz svog sna i shvati da drži Aarona na plaži, ali ne sjeća se kako se to dogodilo. Pomahnitala Claire dotrči i uzima svoje dijete te opali šamar Charlieju. Kada Charlie kaže Eku svoje snove, Eko mu odgovara da ti snovi možda nešto znače, ali Charlie u potpunosti pogrešno protumači njegove riječi. Odlazi do Claire i izražava svoju zabrinutost za Aarona te govori da se dijete nalazi u opasnosti i da je jedino što ga može spasiti krštenje; međutim, Claire mu više ne vjeruje nakon što joj je Charlie opetovano lagao nekoliko puta.
Potom se Charlie uputi prema svojoj skrivenoj zalihi heroina koji se nalazi u statuama Djevice Marije; Locke ga je, međutim, slijedio i uzima mu sve statue unatoč Charliejevim protestima da ih je on sam namjeravao uništiti. Locke stavlja statue u okno, u istu prostoriju gdje se nalazi svo oružje. Kasnije te večeri Charlie potpaljuje vatru kako bi odvratio pažnju te krade Aarona iz njegove kolijevke. Trči do oceana kako bi ga krstio, ali ih Claire primijeti i počne trčati prema njima, vrišteći. Charlie ne želi vratiti Aarona i pokušava sve okupljene uvjeriti da pokušava "spasiti bebu". U konačnici Locke nagovori Charlieja da vrati Aarona te ga, nakon što ga ovaj vrati, udari nekoliko puta u lice. Ležeći u vodi, ostatak preživjelih ga gleda i ne pruži mu potrebnu pomoć već samo odu, svatko svojim putem. 
Unatoč svemu što se dogodilo, na kraju epizode Claire dolazi do Ekoa i, na njezin zahtjev, on krsti i nju i malog Aarona. 

## Produkcija
Za ovu epizodu snimljen je opsežan dokumentarni film o snimanju koji se nalazi kao posebni dodatak na DVD izdanju druge sezone serije. Premda se za sve lokacije u epizodi može pomisliti da su snimljene u drugim državama zapravo su snimljene na raznim lokacijama na Havajima.
Namjera producenata bila je da video spot glazbenog sastava DriveShaft bude remake naslovnice albuma "Abbey Road" skupine Beatles u kojem će članovi sastava nositi pelene. Međutim, nisu uspjeli nabaviti dozvolu za scenu pa su umjesto toga upotrijebili pelene na drugačiji način - članovi sastava pjevali su u kolijevci noseći pelene.
U jednom od Charliejevih snova, njegova majka i Claire pojavljuju se kao anđeli. Ta scena direktna je reprodukcija slike The Baptism of Christ slikarice Andreje del Verrocchio. U pozadini scene (vidljivo jedino u širokokutnom formatu) može se vidjeti skriveni detalj - nigerijski avion s drogom u kojem se nalazi Ekov brat, a koji se upravo ruši na otok.

## Priznanja
Epizodu Fire + Water gledalo je 19.05 milijuna Amerikanaca. Novine Los Angeles Times postavile su ovu epizodu na 109. mjesto, odnosno proglasili su je skoro najgorom cijele serije: "Bila je to jedna od najgorih serija kompletne serije. Sva ta buka oko epizode za veliko gubljenje vremena?".

## Vanjske poveznice
- "Fire + Water" na ABC-u